# Matteo Rauzzini
Matteo Rauzzini (Camerino, 1754 – Dublino, 1791) è stato un compositore e insegnante di canto italiano.
Poco si sa della vita di Matteo Rauzzini. Fratello di Venanzio Rauzzini, fu operativo con lo stesso a Monaco intorno al 1772, anno in cui diede le sue prime opere conosciute, ossia Il kam cinese e Le finte gemelle. Successivamente si stabilì per qualche anno a Venezia, dove mise in scena due opere e ove scrisse due oratori (che verranno rappresentati nel 1785 all'Ospedale degli Incurabili). Nel 1783 lo troviamo a Dublino con l'occupazione, accanto a quella di compositore, di maestro di canto. Ivi durante il Carnevale del 1784 rappresentò Il re pastore, la sua ultima opera nota e il suo unico dramma per musica.

## Opere
L'anno e la città si riferiscono alla prima rappresentazione.
- Il kam cinese (dramma giocoso, libretto di G. Fioroni, 1772, Monaco)
- Le finte gemelle (opera buffa, libretto di Giuseppe Petrosellini, 1772, Monaco)
- Li due amanti in inganno (1° atto) (dramma giocoso, in collaborazione con Giacomo Rust, 1775, Venezia)
- L'opera nuova (dramma giocoso, libretto di Giovanni Bertati, 1781, Venezia)
- Il re pastore (opera seria, libretto di Pietro Metastasio, 1784, Dublino)

## Oratori
L'anno e la città si riferiscono alla prima rappresentazione.
- Plagae Aegypti (actio sacra, 1785, Venezia)
- Exitus Israel de Aegypto (actio sacra, 1785, Venezia)